# Philipp Wilhelm von Schoeller (né en 1845)
Philipp Wilhelm von Schoeller, né le 18 avril 1845 à Vienne, mort le 20 février 1916 à Gries-Quirein, un quartier de Bolzano, est un homme d'affaires et photographe germano-autrichien.

## Biographie
Philipp Wilhelm von Schoeller, issu de la lignée viennoise de la famille d'entrepreneurs rhénans Schoeller (de), est le fils de Johann von Schoeller (1808-1882) et de son épouse Pauline (1812-1877), nièce de Leopold Schoeller (de). Philipp Wilhelm, après ses études, collabore avec son frère, Paul Eduard von Schoeller (de), et son cousin, Gustav Adolph von Schoeller, dans les différentes sociétés de son oncle Alexander von Schoeller. Après la mort d'Alexander en 1886 et celle de son cousin Gustav Adolph trois ans plus tard, Philipp Wilhelm et Paul Eduard deviennent les héritiers des sociétés de la famille en 1889 : la banque Schoeller & Co., l'usine sidérurgique de Berndorf, la Schoeller Stahlwerke, ainsi que des domaines agricoles et des usines associées pour la production de sucre, de pain et de bière.
En outre, Schoeller est membre des conseils d'administration de plusieurs banques ainsi que des Chemins de fer du Nord Empereur-Ferdinand (de) et nommé à partir de 1884 au Conseil général de la Banque austro-hongroise, où il joue un rôle clé dans les réformes et la reconstruction de cet institut au cours de ces années. Mais assez tôt, il se retire progressivement des différentes divisions de l'entreprise familiale et laisse la majorité de ses responsabilités à son frère Adolph. Il conserve la fonction de la présidence de la brasserie Hütteldorfer AG de 1892 à 1898 et avec son frère les obligations d'un fournisseur de la Cour impériale et royale.
En outre, il s'implique dans la politique et est élu en 1895 pour le Parti libéral allemand, membre à vie du Reichsrat d'Autriche.
La grande passion de Schoeller est la photographie, à laquelle il consacre de plus en plus de temps. Il suit les cours des photographes Wilhelm J. Burger et Hans Lenhard et rejoint en 1893 le Wiener Kameraclub, dont il assume la présidence deux ans plus tard, ainsi que la Société photographique de Vienne, où il est nommé membre honoraire en 1907. Lors de nombreux voyages de loisirs en Italie, en Dalmatie et en Afrique du Nord, qu'il fait en raison de son état de santé grave, il prend de nombreuses photographies, qu'il développe dans son propre studio meublé de façon moderne. Schoeller réussit particulièrement bien avec la gomme bichromatée et la photographie en trois couleurs. Schoeller veut partager sa passion pour la photographie avec d'autres et promeut le mouvement des photographes amateurs, il fait don d'une bourse pour aider des étudiants de la Höhere Graphische Bundes-Lehr- und Versuchsanstalt (de) fondée en 1888.
Il participe à la vie de la paroisse protestante de Vienne et figure parmi les mécènes de la fondation de la paroisse protestante de Vienne-Ouest et de la construction de son église paroissiale, la Zwillingskirche (de).
Philipp Wilhelm von Schoeller, célibataire toute sa vie, est inhumé au cimetière de Grinzing,.